# حجاب الشيرازي
حجاب الشيرازي (ت. 1269 هـ) هو شاعر و خطاط، من أهل شيراز.
هو فتح علي بن محمد جعفر الشيرازي، المشتهر في شعره بحجاب. توفي في شيراز سنة 1269 هـ، وقيل سنة 1260 هـ، ودفن بها. له ديوان شعر فارسي.